# Michail Erëmin
Michail Vasil'evič Erëmin (in russo Михаил Васильевич Ерёмин?; Zelenograd, 17 giugno 1968 – Zelenograd, 30 giugno 1991) è stato un calciatore sovietico.

## Carriera

### Club
Iniziò la carriera nel 1986 con il CSKA Mosca, giocando come portiere titolare della squadra delle riserve. Assunse il ruolo di portiere titolare della squadra a partire dalla stagione 1989, dopo una parentesi di due anni come portiere di riserva allo Spartak Mosca. Totalizzò 52 presenze fino al 1991, vincendo l'edizione 1990-1991 della Coppa dell'URSS.

### Nazionale
Fu convocato in nazionale per due partite amichevoli disputate nel 1990: esordì il 29 agosto in una partita contro la Romania (in cui subì due reti) e disputò il suo ultimo match contro Israele, disputato il 9 ottobre.

### La morte
Il 23 giugno 1991, dopo aver partecipato alla vittoria 3-2 sul Torpedo Mosca in finale di Coppa dell'URSS, Erëmin rimase coinvolto in un incidente stradale sulla strada di ritorno verso Zelenograd: perse il controllo della sua automobile a causa dell'esplosione di uno pneumatico, andando a urtare violentemente contro un autobus.
Pur prontamente soccorso e trasportato in ospedale, morì una settimana più tardi a causa delle ferite riportate nella collisione.
Al termine del campionato il CSKA Mosca, che nel frattempo aveva vinto la manifestazione, intitolò alla sua memoria il premio per il miglior giovane portiere della squadra.

## Statistiche

### Presenze e reti nei club[1]
| Stagione | Squadra       | Campionato | Campionato | Campionato | Coppe nazionali | Coppe nazionali | Totale | Totale |
| Stagione | Squadra       | Comp       | Pres       | Reti       | Pres            | Reti            | Pres   | Reti   |
| -------- | ------------- | ---------- | ---------- | ---------- | --------------- | --------------- | ------ | ------ |
| 1986     | CSKA Mosca    | VL         | -          | -          | -               | -               | -      | -      |
| 1987     | CSKA Mosca    | VL         | -          | -          | -               | -               | -      | -      |
| 1988     | Spartak Mosca | VL         | -          | -          | -               | -               | -      | -      |
| 1989     | CSKA Mosca    | PL         | 22         | -11        | -               | -               | 22     | -11    |
| 1990     | CSKA Mosca    | VL         | 15         | -13        | 6               | -6              | 21     | -19    |
| 1991     | CSKA Mosca    | VL         | 15         | -14        | 6               | -6              | 21     | -20    |

### Cronologia presenze e reti in nazionale[2]
| Cronologia completa delle presenze e delle reti in nazionale ― Unione Sovietica | Cronologia completa delle presenze e delle reti in nazionale ― Unione Sovietica | Cronologia completa delle presenze e delle reti in nazionale ― Unione Sovietica | Cronologia completa delle presenze e delle reti in nazionale ― Unione Sovietica | Cronologia completa delle presenze e delle reti in nazionale ― Unione Sovietica | Cronologia completa delle presenze e delle reti in nazionale ― Unione Sovietica | Cronologia completa delle presenze e delle reti in nazionale ― Unione Sovietica | Cronologia completa delle presenze e delle reti in nazionale ― Unione Sovietica |
| Data                                                                            | Città                                                                           | In casa                                                                         | Risultato                                                                       | Ospiti                                                                          | Competizione                                                                    | Reti                                                                            | Note                                                                            |
| ------------------------------------------------------------------------------- | ------------------------------------------------------------------------------- | ------------------------------------------------------------------------------- | ------------------------------------------------------------------------------- | ------------------------------------------------------------------------------- | ------------------------------------------------------------------------------- | ------------------------------------------------------------------------------- | ------------------------------------------------------------------------------- |
| 29-8-1990                                                                       | Mosca                                                                           | Unione Sovietica                                                                | 1 – 2                                                                           | Romania                                                                         | Amichevole                                                                      | -2                                                                              |                                                                                 |
| Totale                                                                          |                                                                                 | Presenze                                                                        | 1                                                                               |                                                                                 | Reti                                                                            | -2                                                                              |                                                                                 |

## Palmarès
- Campionato sovietico: 1

CSKA Mosca: 1991
- Coppa dell'URSS: 1

CSKA Mosca: 1990-1991